# Ángela Reyes
Ángela Reyes (Jimena de la Frontera, Cádiz, 19 de agosto de 1946) es una escritora española, dedicada desde 1980 a la creación literaria y a la promoción cultural junto a su marido Juan Ruiz de Torres.

## Biografía
En 1980 fue cofundadora, junto con su esposo Juan Ruiz de Torres, de la Asociación Prometeo de Poesía (Madrid), desarrollando desde entonces una amplia labor cultural. Ha coordinado la organización de la Escuela de Poesía de Madrid y varios encuentros nacionales e internacionales de poesía en dicha capital como Ferias, Bienales de poesía y encuentros literarios Luso-Españoles. Participó, junto a Juan Ruiz de Torres, en la creación de la Academia Iberoamericana de Poesía y la "Casa del Tiempo" (biblioteca y foro cultural). En el programa de acercamiento de la poesía a los más jóvenes, ambos realizaron lecturas poéticas y charlas en diversos Institutos de la Comunidad de Madrid. A nivel universitario, en la Escuela de Ingenieros Industriales de Madrid,  llevaron a cabo la Revista Oral Poética. Colaboró en las revistas literarias "Cuaderno de poesía nueva", "Valor de la palabra" y "La pájara pinta", así como en la creación y dirección del premio de poesía "Encina de la cañada", patrocinado por el Ayuntamiento de Villanueva de la Cañada. Durante varios años colaboró en la página Tercera del diario El Día de Toledo. Ha sido jurado en certámenes de poesía y de narrativa. En la actualidad dirige la tertulia literaria Tardes de Prometeo, siendo dicha tertulia una de las más antiguas de Madrid.     
Su poesía aborda diferentes situaciones. Su poemario La muerte olvidada es un canto a la mujer guerrillera del Frente Polisario; en Lázaro dudaba cuestiona la existencia de Dios; Cartas a Ulises de una mujer que vive sola habla de la soledad y el olvido que padece la esposa del héroe; Breviario para un recuerdo es un tributo a Miguel Hernández; No llores, Poseidón, lo dedica a la figura del hombre en su tercera edad; Fantasmas de mi infancia tiene un tono autobiográfico y se centra en sus años vividos en Granada y en la relación con su madre.

## Obra

### Poesía
- 1981: Amaranta, Col. Poesía Nueva, APP, Madrid.
- 1984: La muerte olvidada, Col. Puerta de Alcalá, APP.
- 1987: Lázaro dudaba, Col. Julio Nombela, A.E.A.E., Madrid.
- 1991: La niña azul (plaqueta), Corona del Sur, Málaga.
- 1991: " El cuerpo y sus lenguajes, Col. Pequeños tesoros, Asoc. Castilla-La Mancha, Madrid
- 1992: Cartas a Ulises de una mujer que vive sola, Diputación de Soria.
- 1997: Breviario para un recuerdo, Ayuntamiento de Valencia.
- 2000: Hija de la Frontera (miniantología), Altorrey Edit., Madrid.
- 2001: Carméndula, Col. Julio Nombela, A.E.A.E., Madrid.
- 2008: No llores, Poseidón, Edit. Vitruvio, Madrid.
- 2011: Fantasmas de mi infancia, Edit. Huerga y Fierro, Madrid.
- 2017: Mujer en la penumbra, Edit. Huerga y Fierro, Madrid.
- 2019: Vivir, valió la pena, Antología. Edic. Vitruvio, Madrid.
- 2022:  " Los músicos dormidos", Edit. Huerga y Fierro, Madrid
- 2025:  "Regreso a ti",          Edit. Caudernos del Laberinto, Madrid

#### En colaboración con Juan Ruiz de Torres
- 1985: Labio de hormiga, Col. Altazor, Madrid.
- 1987: Calendario helénico, Col. Altazor, Madrid.
- 1987: Viaje a la Mañana (y con Alfredo Villaverde), Col. Estrabón, A.P.P., Madrid.
- 1988: Sonetos para la vida, Col. Altazor, Madrid.

### Narrativa

#### Novela
- 1999: Morir en Troya, Editorial Verbum, Madrid.
- 2004: Adiós a las amazonas, Editoria Betania, Madrid.
- 2008: Los trenes de marzo (11-M), Editorial SIAL, Madrid.
- 2009: Benedicamus Domino (Alabemos al Señor) Editorial Everest, León, 1º edic.; Editorial Vitruvio, Madrid, 2º edic.[2]
- 2015: Verónica y el hombre bello, Editorial Vitruvio, Madrid.

#### Cuento
- 1991: Crónica de un lirista naufragado (prosa poética), Col. Río Aulencia.
- 2005: Cuentos en la Arganzuela, Editorial Altorrey Editorial, Madrid.
- 2015: Historias sin cuento, Col. Las dos orillas, El Salvador C.A.
- 2017: Cuentos de la luna nueva, Col. Las dos orillas, El Salvador C.A.
- 2019: Cántico del alba,Editorial Deslinde, Madrid.

## Reconocimientos

### Premio a poemarios
- 1986: Premio San Lesmes Abad",Burgos, por su libro "Lázaro dudaba"
- 1991: "Leonor", Soria, por su libro "Cartas a Ulises de una mujer que vive sola"
- 1991: "Villa de La Roda", La Roda, por su libro "Las niña azul"
- 1994: "Ciudad de Valencia-Vicente Gaos", Valencia, por su libro "Breviario para un recuerdo"
- 2000: "Blas de Otero", Majadahonda (Madrid), por su libro "Carméndula"

### Premios de narrativa

#### Novela
- 1999: Premio "Juan Pablo Forner", Mérida, por su novela "Morir en Troya"
- 2008: Premio "Ciudad de Majadahonda", Madrid, por su novela "Benedicamus Domine"
- 2005: Finalista "Premio de la crítica andaluza" con su novela "Adiós a las Amazonas"

#### Cuento
- 2009: Premio “Calicanto”, Manzanares (Ciudad Real).[3][4]

De su primer poemario, Amaranta, los estudiantes del Real Conservatorio Superior de Música de Madrid musicalizaron algunos poemas bajo la dirección de Antón García Abril.
En 1995 su poemario "Cartas a Ulises de una mujer que vive sola" fue incluido en el Ensayo sobre "Eros femenino en la poesía española contemporánea" en San Juan de Puerto Rico. Trabajo realizado por la profesora de la Universidad de Puerto Rico Matilde Albert Robatto. Se publicó en la revista Estudios Hispánicos de dicha Universidad. También se publicó en la revista Prometeo Digital, Madrid con núm. FDP 103.
Basado en su poemario Lázaro dudaba, el profesor Daniel Webb de la Universidad de Mánchester, Great Britain, Methodology of Literary Traslation, hizo en 2006 su doctorado
En 2011 se creó en la Biblioteca "Leopoldo de Luis" de su pueblo natal, Jimena de la Frontera (Cádiz), el "Aula de Lectores 'Ángela Reyes'", para compartir sus libros y experiencias de lectura.